# 三十二相経
『三十二相経』（さんじゅうにそうきょう、巴: Lakkhaṇa-sutta, ラッカナ・スッタ）とは、パーリ仏典経蔵長部の第30経。『相好経』（そうごうきょう）とも。
類似の伝統漢訳経典としては、『中阿含経』（大正蔵26）の第59経「三十二相経」がある。
経名は、経中で釈迦が三十二相について説くことに因む。

## 構成

### 登場人物
- 釈迦

### 場面設定
ある時釈迦は、コーサラ国サーヴァッティー（舎衛城）のジェータ林（祇園精舎）に滞在していた。
釈迦は比丘たちに、偉人に具わる三十二相について述べ始める。それが具わった者は、在家に留まれば転輪王となり、七宝と共に地上を治め、出家したならば煩悩を滅尽して覚者となる。そして、その具体的な内容が語られていく。

## 日本語訳
- 『南伝大蔵経・経蔵・長部経典3』（第8巻） 大蔵出版
- 『パーリ仏典 長部（ディーガニカーヤ） パーティカ篇I』 片山一良訳 大蔵出版
- 『原始仏典 長部経典3』 中村元監修 春秋社